# Riedern (Markdorf)
Riedern ist ein Weiler, der zum Stadtteil Ittendorf der Stadt Markdorf im Bodenseekreis in Baden-Württemberg gehört.

## Geographie
Der Weiler Riedern liegt zwei Kilometer westlich von Markdorf nahe dem Gehau-Wald und ist nur über einen Landwirtschaftsweg zu erreichen.

## Einwohner
In Riedern leben ca. 30 Einwohner in drei großen Familien überwiegend vom Weinanbau.

## Geschichte
Vermutlich entstand Riedern aus ein bis drei Bauernhöfen, die zusammen zu einem großen „Hof“ zogen.